# Економіка Рівненської області
Еконо́міка Рі́вненської о́бласті - сукупність напрямків діяльності регіону для забезпечення її необхідними ресурсами життєдіяльності. Основними напрямками в регіоні є: промисловість і сільське господарство.

### Електроенергетика
Виробництво електроенергії в області 2006 року склало, 16 млрд кВт-г., споживання 2,47 млрд кВт-г. Область є одним з найбільших донорів електроенергії в Україні.  
Частка електрогенерації в 2005— 2010 роках становила 9,8% загального обсягу промислової продукції області. Галузь базується на використанні атомної, теплової та гідравлічної енергії.
Атомна енергетика Рівненщини має загальнодержавне значення, хоча і представлена лише одним підприємством – Рівненською АЕС. Гідравлічна енергія сьогодні використовується двома підприємствами —Млинівською ГЕС на р. Іква, яка була відбудована приватним інвестором. Та з 2002 року Хрінницькою ГЕС. Теплоелектрогенерація впроваджена в 2005 році, в промисловості, на підприємстві Рівнеазот, а також в 2010 році, на комунальному підприємстві «Теплотранссервіс», загальною потужністю 31 МВт. Кер ування діяльністю електроенергетичної системи (за винятком Рівненської АЕС, що має державне підпорядкування) в області здійснює Рівненське державне підприємство електромереж... 
Електроенергетика забезпечує близько 4% робочих місць в області, 37% загальної вартості основних промислово-виробничих фондів, спрацювання яких у 1993 р, досягло майже 16%. 
Цілями розвитку електроенергетики Рівненської області є: здійснення реконструкції і заміна
зношеного обладнання на об’єктах електропостачання, зниження електроємності промислового
виробництва, збільшення експортних поставок електроенергії, розвиток децентралізованої енергетики, інтеграція Західної ЕЕС у європейську, підвищення вкладу відновлюваних джерел енергії (ВДЕ) в електропостачанні регіону, скорочення викидів в атмосферу і водойми шкідливих речовин від підприємств електроенергетичного комплексу, широке використання нових технологій (зокрема, когенераційних систем, циркулюючого киплячого шару) у виробництві електроенергії.

### Зовнішня торгівля
В 2011 році зовнішньоторговельний оборот Рівненщини склав— 1,21 млрд дол. США, експорт товарів та послуг становив 638 млн дол. США, імпорт— 572 млн дол. США. Сальдо торговельного балансу позитивне +66 млн.  
В географічній структурі експорту товарів найбільша доля припадає на країни ЄС— 49%. В товарній структурі експорту 35,9% займає продукція хімічної та пов'язаних з нею галузей промисловості, 19,6%— деревообробна та целюлозна промисловість, 14,1% — добувна промисловість, 10,8%— продукція машинобудування, 8%— продукція харчової промисловості та сільського господарства. Третина імпорту області - мінерали. 20%— продукція машинобудування.

### Розташування та економічний потенціал
Рівненська область за територією належить до невеликих областей, її площа становить 20,1 тис. км², або 3,3% від загальної території України. Проте область має вигідне географічне положення і розвинуту транспортну мережу. Через неї проходять магістралі Київ—Варшава, Київ—Брест, Київ—Чоп, Устилуг—Рівне, Городище—Старокостянтинів. Великі вузлові станції міст Рівне, Здолбунів, Сарни обслуговують численні залізничні магістралі, що перетинають територію області.
За наявності належного виробничого і наукового потенціалу та відносно високого ступеню забезпеченості трудовими ресурсами, область може стати стратегічним регіоном для вкладення значних інвестицій. Таке географічне розміщення області дозволяє підтримувати і розвивати тісні зв'язки з сусідніми регіонами та країнами Європи.

## Провідні галузі
Провідне місце в економіці області займають промисловість і сільське господарство. У сукупній валовій продукції області питома вага промисловості становить 27,3%, сільського господарства — 27,4%. В області діє 245 промислових підприємств. Серед інших областей Рівненщина виділяється виробництвом лляних тканин, нетканих матеріалів, деревостружкових плит, фанери, мінеральних добрив.
Важливими об'єктами, що сприяють соціально-економічному розвитку області, стали збудовані протягом останніх років ювелірна фабрика у Рівному, сірникова фабрика у місті Березне, склозавод у селі Зоря Рівненського району.

## Природні ресурси

### Родовища
В області налічується близько 600 родовищ різноманітних корисних копалин, у т. ч. 2 родовища цементної сировини, 4 — порцеляно-фаянсової і скляної, 4 — облицювально-декоративного каміння, 22 — каміння будівельного, значна кількість родовищ цегельно-черепичної сировини, торфу, піску тощо.
З надр Рівненщини видобувається третина порцеляно-фаянсової сировини України та 100 відсотків базальтової сировини (запаси якої понад 400 млн. тонн), придатної для виготовлення високоефективних теплозвукоізоляційних виробів, продукції технічного призначення, будівельних матеріалів. Область — єдина в Україні має розвідані родовища дорогоцінного каменю бурштину. Два з них вже експлуатуються ДП «Укрбурштин» і на їх базі функціонує ювелірна фабрика у місті Рівне.
Рівненська область має значні ресурси підземних, промислових і мінеральних вод. У розрахунку на людину цей показник у 2.5 рази перевищує середній показник по Україні. Крім того надра Рівненщини перспективні на відкриття родовищ фосфоритів, самородної міді та алмазів. Попередні результати пошукових робіт свідчать про можливість виявлення в межах Рафалівського рудного вузла неглибокозалягаючих (20—150 м) промислових покладів міді високої чистоти з домішками золота, срібла і платиноїдів.

### Енергетичні ресурси, енергетика та енергозбереження
Рівненська атомна електростанція щорічно виробляє більше 11 млрд кВт/год. електроенергії.
У 2002 році за рахунок державних інноваційних коштів реалізовано інвестиційний проект відновлення виробництва електроенергії на Хрінницькій ГЕС, за кошти державного та місцевого бюджетів — енергозбережний проект «Влаштування вузлів автоматизованого обліку та регулювання споживання теплової енергії на об'єктах бюджетної сфери міста Рівне».

## Промисловість

### Агропромисловий комплекс
Агропромисловий комплекс включає 956 харчових і агросервісних підприємств і організацій, в тому числі 245 переробних. В області діє 451 приватне сільськогосподарське підприємство, 535 фермерських господарств. Основними напрямками розвитку сільського господарства є виробництво зерна, цукросировини, продукції тваринництва.

### Харчова промисловість
За кошти вітчизняного інвестора на базі колишнього цукрозаводу введено в експлуатацію Мізоцький крохмале-патоковий завод.
Введено в дію нові виробничі потужності на таких підприємствах: ТзОВ «Агропереробка», Острозький завод мінводи, ВАТ «Здолбунівський завод продтоварів», Дубровицький ТзОВ «Полісся-продукт».

### Хімічна промисловість
Галузь хімічної промисловості представляє ВАТ «Рівнеазот», на якому діють виробництва азотних та фосфорних мінеральних добрив, аміаку синтетичного, сульфатної, нітратної та адипінової кислот тощо. Обсяг продукції підприємства в загальному обсязі виробництва в місті становить більше ніж 46 відсотків. ВАТ «Рівнеазот» — єдиний виробник мінеральних добрив та адипінової кислоти на території Західної України.
Своєю продукцією підприємство забезпечує 11 областей України. Частина продукції також експортується за межі країни. За останні роки на підприємстві освоєно випуск нових видів продукції серед яких: тукосуміші, очищена суха суміш нижчих дикарбонових кислот, силікагель, каталізатори.
Закрите акціонерне товариство «Здолбунівський завод пластмасових виробів «Іскра». Продукція: труби із термопластів; ялинкові прикраси; плівка поліефірна; вироби із пластмас. 
Дочірнє підприємство «Завод «Лелека - Колор» виробляє: емалі, олійні фарби, сурик, ґрунт, фарби для підлоги, лак паркетний, воднодисперсійні фарби.
Відкрите акціонерне товариство «Дубенський завод гумовотехнічних виробів» 

## Рекреація, туризм
Рівненська область багата рекреаційними ландшафтами, різноманітністю рослинного покрову, курортологічними ресурсами, пам'ятками природи, історії, культури та архітектури.
Природно-заповідний фонд області складається з 269 об'єктів загальною площею 171 тис. га, що становить 8,5 відсотків території області. Площа лісового фонду становить 863 тис. га, в т. ч. вкрито лісом 794 тис. га, загальний запас деревини становить понад 100 млн. м³. Окрасою області є 63 озера та великих водосховищ, понад 160 великих і малих річок. Для поліської землі перспективним є екологічний туризм, що базується на унікальних природних ареалах, на значній кількості природно-заповідних об'єктів.
Рівненщина має багату історико-культурну спадщину. На державному обліку перебуває 2 933 пам'яток історії та культури, серед яких музейні пам'ятки старовинних міст Дубно і Острога, державний історико-меморіальний заповідник «Поле Берестецької битви» у селі Пляшева Радивилівського району. Така велика кількість історико-культурних об'єктів спонукає до розвитку туристичної галузі. З метою належного збереження пам'яток історії та архітектури краю здійснюється низка заходів щодо їх охорони і реставрації. За минулі роки проведено великий обсяг робіт з впорядкування забудови і благоустрою історичних міст Дубно, Острога, Корця, Гощі, Березного, Рівного.

## Освітні ресурси
Збудовано академмістечко з комплексом спортивних споруд Національного університету «Острозька академія» у місті Острог.

## Медицина
В області відкрито перший в Україні фельдшерсько-акушерський пункт сімейного типу в селі Лісове Рокитнівського району, поліклініка в смт Рафалівка, перша черга обласного онкодиспансеру.
Проведено реконструкцію ряду відділень медичних установ області, лікувальних корпусів госпіталю інвалідів Другої світової війни.

## Регуляторна політика
Робота облдержадміністрації, місцевих органів влади, органів містобудування та архітектури спрямована на вирішення актуальних проблем щодо планувальної організації територій, забезпечення сталого розвитку населених пунктів, удосконалення забудови, збереження і раціонального використання природних ресурсів, вирішення важливих соціально-економічних та інженерно-технічних проблем.